# Commissariat à l'énergie solaire
Le Commissariat à l'énergie solaire (COMES) était un établissement public à caractère industriel et commercial français visant à promouvoir l'utilisation de l'énergie solaire.

## Histoire
Le COMES est créé par décret du 9 mars 1978. Son premier Président est Henry Durand, Ingénieur Civil des Mines (1947) et Ancien Élève de l’École Normale Supérieure (1948).
Le 13 mai 1982, le COMES fusionne avec plusieurs organismes publics, l'Agence pour les économies d'énergie, le Comité Géothermie et la Mission nationale pour la valorisation de la chaleur, pour donner naissance à l'Agence française pour la maîtrise de l'énergie (AFME). Cette dernière devient en 1991 l'Agence de l'environnement et de la maîtrise de l'énergie (ADEME).

## Objectif
Le COMES avait pour mission la promotion d'une politique énergétique mettant en œuvre les énergies renouvelables (photovoltaïque, solaire thermique, éolienne, hydraulique, de la biomasse), ainsi que les économies d'énergie et l'utilisation rationnelle des sources d'énergie.
Le COMES contribuait à la définition de projets, à leur financement, et à leur évaluation. Le COMES, qui s'est très tôt doté d'un Service des affaires internationales (créé par le diplomate Jean-Jacques Subrenat), a contribué à de nombreux projets dans le cadre multilatéral ou celui des relations bilatérales entre la France et des pays partenaires.